# Lioublino (district)
Pour les articles homonymes, voir Lioublino.
Lioublino (russe : Муниципальный округ Люблино) est un district municipal du district administratif sud-est de la municipalité de Moscou. 

## Histoire
Il tire son nom du village du même nom qui est mentionné en 1722.
Lioublino est intégré au territoire de la ville de Moscou en août 1960, d'abord dans le quartier Jdanovski. 
Au milieu des années 1970, les constructions en bois sont démolies et la région est fortement urbanisée.
Avec la réforme administrative de 1991, le quartier d'origine a été réparti au sein des nouveaux districts de Kapotnia, Tekstilchtchiki, Petchatniki et Marino.

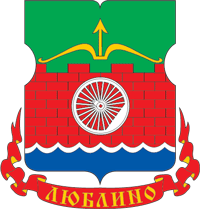
Armes du district
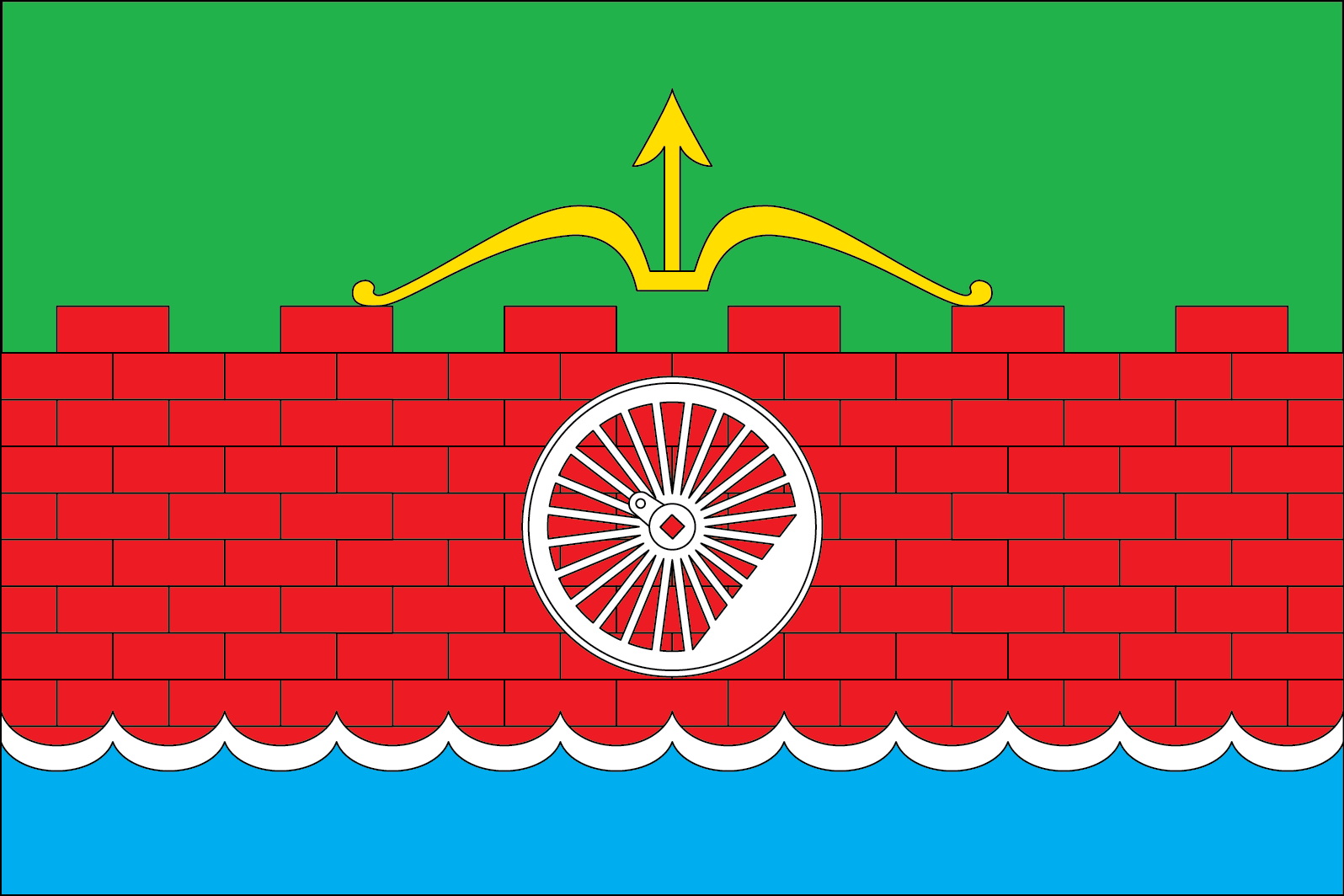
Drapeau du district